# In supremo Apostolatus fastigio
In supremo apostolatus ist ein Apostolisches Schreiben vom 3. Dezember 1839, mit dem Papst Gregor XVI. den Sklavenhandel verurteilte. Veröffentlicht wurde das Schreiben auf der 4. Bischofssynode von Baltimore. Das Schreiben wurde von den Katholiken in Maryland nicht besonders begrüßt; es wurde versucht, das Schreiben zu verheimlichen. Die katholischen Bischöfe in Amerika verhielten sich zurückhaltend und legten keine Stellungnahme vor.

## Inhaltsangabe
In seinem Grußwort geht er auf die biblische Erwähnung von Sklaven und Herren ein. So führt er Eph 6,55 , Kol 3,22  und Kol 4,1  an, wo die Aufgaben der Sklaven dargestellt seien. Die „Herren“ verweist er nochmals Epheser 6,55 sowie auf Mt 25,35 , wo die Verantwortung für die Herren (auch „Hirten“) angemahnt wird, und fordert sie zur Einhaltung der Vorschriften auf. In Fortsetzung seiner Einleitung missbilligt er den Handel mit Sklaven und beklagt, dass es ausgerechnet christliche Gläubige seien, die die Gebote der Menschlichkeit und Menschenachtung verletzen würden.
Weiterhin erinnert er daran, dass mehrere seiner Vorgänger, Kirchengelehrte und Bischöfe den Zustand des Sklavenhandels verurteilten hätten. Er bezeichnet den Menschenhandel als christliches Verbrechen und droht in seiner Eigenschaft und Autorität den gläubigen Christen Sanktionen an. Er untersagt den Sklavenhandel und fordert den Klerus auf, diese Anweisung entsprechend durchzusetzen. Abschließend ordnet Gregor XVI. an, dass dieser Brief zum Aushang in allen Gemeinden veröffentlicht werde.

## Zwei englische Übersetzungen
Es existieren zwei englische Übersetzungen, die sich in einem wichtigen Punkt unterscheiden: In der älteren  ist das Wort unjustly („ungerechterweise“) enthalten, das die amerikanischen Bischöfe veranlasste, nicht in allen Fällen gegen Sklaverei zu sein. In der jüngeren Übersetzung fehlt dieses Wort.
| Latein | Übersetzung 1844 | Übersetzung 1972 |
| --- | --- | --- |
| Quare Nos, tantum hujusmodi probrum a cunctis christianorum finibus avertere cupientes, ac re universa nonnullis etiam venerabilibus Fratribus Nostris S. R. E. Cardinalibus in consilium adhibitis, | Wherefore WE, desiring to turn away so great a reproach as this from all the voundaries of Christians, and the whole matter being maturely weighed, certain cardinals of the holy Roman Church, our venerable brethen being also called into council, | This is why, desiring to remove such a shame from all the Christian nations, having fully reflected over the whole question and having taken the advice of many of Our Venerable Brothers the Cardinals of the Holy Roman Church, |
| mature perpensa, Praedecessorum Nostrorum insistentes vestigiis, auctoritate Apostolica, | treading in the footsteps of our predecessors, with apostolic authority, | and walking in the footsteps of Our Predecessors, |
| omnes cujuscumque conditionis Christi fideles admonemus etobtestamur in Domino vehementer, | do vehemently admonish and adjure in the Lord all believers in Christ, of whatsoever condition, | We warn and adjure earnestly in the Lord faithful Christians of every condition |
| ne quis audeat in posterum Indos, Nigritas, seu alios hujusmodi homines injuste vexare, | that no one hereafter may dare unjustly to molest Indians, negroes, or other men of this sort; | that no one in the future dare to vex anyone, |
| aut spoliare suis bonis, | or to spoil them of their goods; | despoil him of his possessions, |
| aut in servitutem redigere, | or to reduce them to slavery; | reduce to servitude, |
| vel aliis talia in eos patrantibus auxilium aut favorem praestare, | or to extend help or favour to others who perptrate such things against them; | or lend aid and favour to those who give themselves up to these practices, |
| seu exercere inhumanum illud commercium, quo Nigritae, tanquam si non homines, sed pura, putaque animantia forent,                                                                                   | or to exercise thath inhuman trade by which negroes, as if they were not men, but mere animals, | or exercise that inhuman traffic by which the Blacks, as if they were not men but rather animals, |
| in servitutem utcumque redacti, sine ullo discrimine contra justitiae et humanitatis jura emuntur, venduntur, ac durissimis interdum laboribus exantlandis devoventur,                               | howsoever reduced into slavery, are, without any distinction, contrary to the laws of justice and humanity, bought, sold, and doomed sometimes to the most sever and exhausting labours;                                                              | having been brought into servitude, in no matter what way, are, without any distinction, in contempt of the rights of justice and humanity, bought, sold, and devoted sometimes to the hardest labour.                            |
| [ 1 ] | [ 1 ] [ 2 ] | [ 3 ] [ 4 ] |